# Açude Pentecoste

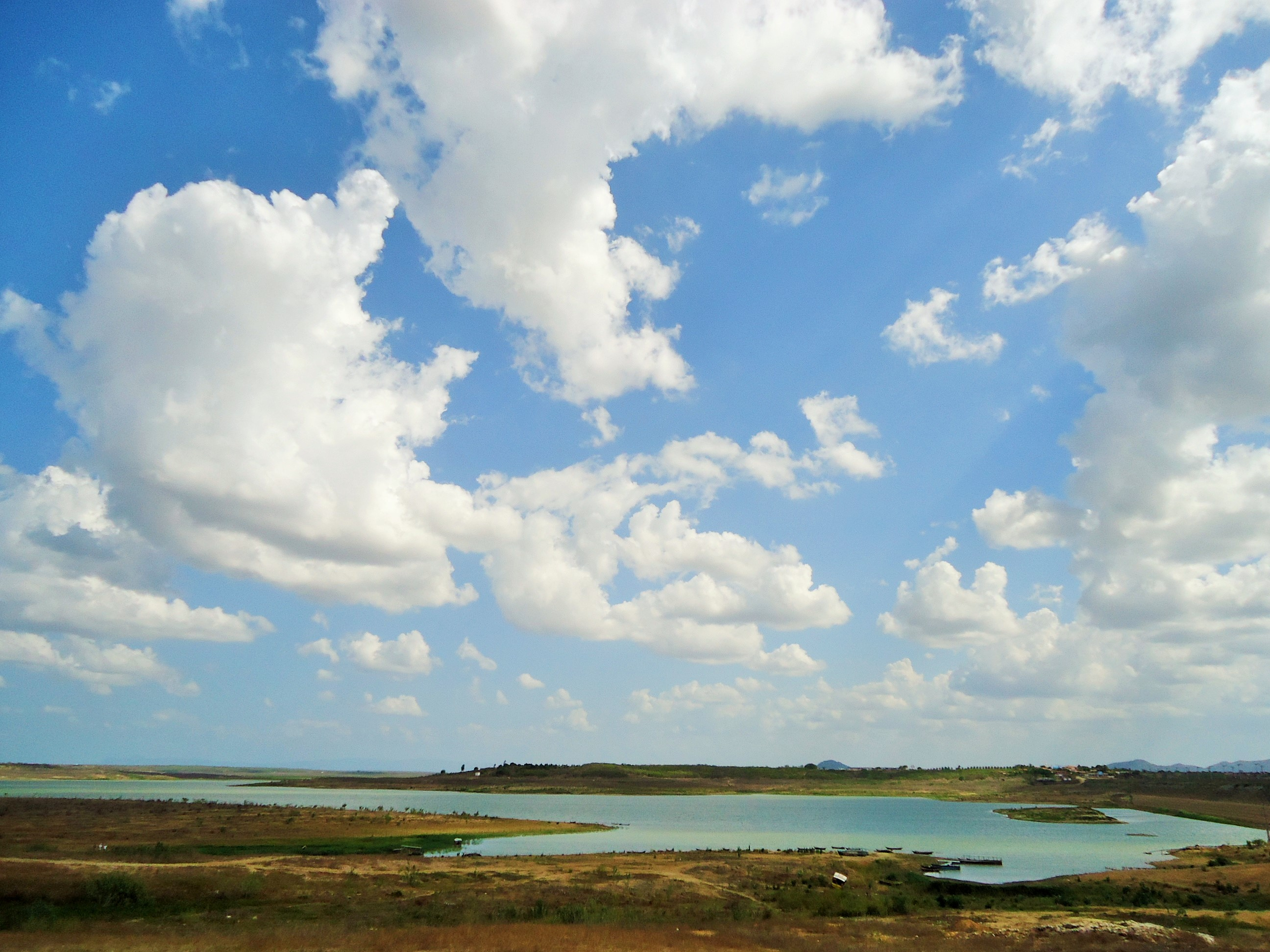
Açude Pereira de Miranda

Açude Pentecoste ou Açude Pereira de Miranda é um açude brasileiro no estado do Ceará.
Está construído sobre o leito do rio Canindé no município de Pentecoste. É o maior açude da bacia hidrográfica do rio Curu, com capacidade de 395.638.000 m³. Sua construção foi realizada pelo DNOCS sendo concluído em 1957.
A barragem tem como finalidades o controle das cheias do rio Canindé; a regularização do rio Curu, a irrigação das terras de jusante, coadjuvada pelas águas armazenadas no Açude General Sampaio; a geração de energia elétrica, a piscicultura e o aproveitamento para culturas nas áreas de montante.